# Вилламов, Григорий Иванович
Григорий Иванович Вилламов (1773 — 7 (19) февраля 1842) — статс-секретарь по IV отделению собственной Е. И. В. канцелярии; член Государственного Совета; действительный тайный советник (1834).

## Биография
Родился в 1771 году в семье директора немецкого училища Петришуле, литератора и историка Иоганна-Готлиба Вилламова (нем. Iohann Gotlib Willamow; 15.01.1736—21.05.1777), в 1767 году переселившегося в Россию. Источники указывают датой рождения 8 января 1773 года или 1775 года, а Энциклопедический словарь Брокгауза и Ефрона указывает, что родился он в 1771 году. После смерти отца вместе с сестрами Елизаветой и Анной (в замужестве за А. Н. Саблиным) он был взят на попечение пасторами Петровской церкви. 
Поступил в училище Петришуле 5 апреля 1780 года и окончил полный курс обучения (Selecta), получив диплом об окончании училища весной 1787 года.
В 1788 году был принят студентом в Коллегию иностранных дел; в 1789 году произведён в актуариусы и отправлен на флот, действовавший против шведов. В 1792 году был определён в стокгольмскую миссию, в 1794 году — переводчиком в иностранную коллегию. В 1801 году «назначен быть у исправления дел» при государыне Марии Фёдоровне; с 1828 года до своей смерти был статс-секретарём и написал: «Хронологическое начертание деяний блаженныя памяти государыни императрицы Марии Федоровны в пользу состоявших под высочайшим её покровительством заведений» (СПб., 1836. — 74 с.; переиздана в 1897 году). С 1834 года — действительный тайный советник.
Умер 7 (19) февраля 1842 года и был похоронен на Смоленском православном кладбище — с любимой дочерью Анной (Зинаидой Григорьевной) Гетц (1810—1840) и Эмилией Иосифовной Дучинской (1817—1897); могила утрачена.
По отзыву Н. И. Греча, Вилламов был 

человек необыкновенного ума и дарования, я не знал человека умнее, светлее, любезнее его. Дарования он имел удивительные, он писал правильно и красноречиво по-русски, по-немецки и по-французски, без приготовления, все прямо набело. Почерк был у него прекрасный, и работал с удивительной легкостью. В начале 1842 года с ним случился паралич, и он лишился употребления языка. Знаками выразил он желание приобщиться по обряду греческой церкви, что и было исполнено. На другой день он умер и был погребен, как православный.

## Награды
- Орден Святой Анны 1-й степени (01.01.1811)
- Орден Святого Владимира 2-й степени (22.07.1822)
- Алмазные знаки к ордену Святой Анны 1-й степени (06.04.1824)
- Орден Святого Александра Невского (22.08.1826)
- Орден Святого Владимира 1-й степени (08.11.1832)
- Алмазные знаки к ордену Святого Александра Невского (02.04.1838)

## Семья
Жена — Варвара Артемьевна Свербихина (13.08.1775—24.01.1860), дочь стокгольмского купца Артемия Семёновича Свербихина. Была «воспитанием и образованием шведка, а по религии православная, муж же её был совершенно русский человек и лютеранин». Похоронена рядом с мужем. Дети:
- Александр (1798—1870), начальник Гидрографического департамента Морского министерства, генерал-лейтенант;
- Иван (1802—1822), студент Дерптского университета, утонул в день окончания курса;
- Артемий (1804—1869), декабрист, действительный статский советник;
- Григорий (1816—1869), генерал-адъютант, Георгиевский кавалер;
- Мария (1805—1877), замужем за Василием Христиановичем Христиани;
- Анна (1810—1840), замужем за начальником Петербургского воспитательного дома Карлом Фёдоровичем Гетцем;
- Елизавета, замужем за генерал-майором Соколовым;
- Варвара, за Анненским.
- Софья (ок. 1820—1865), похоронена в селе Ивановское-Овсеево Вышневолоцкого уезда[7].